# 마그달레나 발라흐
마그달레나 발라흐(Magdalena Walach, 1976년 5월 13일 ~ )는 폴란드의 배우이다.

## 출연 작품
- 어 그래인 오브 트루쓰 (2015)